# Фанні Сміт
Фанні Сміт (англ. Fanny Smith) — швейцарська фристайлістка, спеціалістка зі скікросу, олімпійська медалістка, чемпіонка світу та призерка чемпіонатів світу, призерка Х-ігор. 
Бронзову олімпійську медаль Сміт  виборола на Олімпіаді 2018 року в корейському Пхьончхані в змаганнях зі скікросу. 
Фанні народилася у Швейцарії в родині американця й англійки, виросла на гірськолижному курорті, стала на лижі в 2 роки, а в 14 уже потрапила в збірну Швейцарії. 

## Зовнішні посилання
- Досьє на сайті Міжнародної федерації лижного спорту

## Виноски
1. ↑  Women's ski cross results